# II Giochi europei
I II Giochi europei sono stati una manifestazione multisportiva per gli atleti europei. Si sono tenuti a Minsk, in Bielorussia, dal 21 al 30 giugno 2019.

## Assegnazione

### Prima assegnazione
Nel mese di novembre del 2014, il presidente del Comitati Olimpici Europei Pat Hickey ha iniziato una serie di negoziati con sei potenziali città ospitanti che sono rimaste sconosciute fino al 16 maggio 2014, quando il COE ha nominato il Comitato Olimpico dei Paesi Bassi come città ospitante
I Paesi Bassi avevano inizialmente pensato di far svolgere le competizioni su tutto il territorio nazionale coinvolgendo le città di Amsterdam, Almere, L'Aia, Eindhoven, Rotterdam, Utrecht, Apeldoorn, Arnhem e Assen, stanziando un budget di 125 milioni di dollari. Il progetto della creazione di giochi low-cost non prevedeva la creazione di nuove strutture, ne tantomeno un villaggio olimpico in quanto gli atleti sarebbero stati alloggiati nelle varie città, a seconda della loro disciplina.
Se l'European Athletic Association avesse offerto più eventi rispetto alla passata edizione, il comitato organizzatore avrebbe ristrutturato l'Olympisch Stadion, ovvero la sede delle cerimonie di apertura e chiusura.
I giochi del 2019 dovevano segnare il debutto dello skateboard e del pattinaggio a rotelle ed il progetto iniziale prevedeva dai 12 ai 15 sport.
Il 12 giugno 2015 però, poco prima dell'apertura dei I Giochi europei, i Paesi Bassi hanno annunciato che non avrebbero più ospitato i giochi europei per motivi finanziari.

### Seconda assegnazione
In seguito alla rinuncia, molteplici città hanno espresso il loro interesse ad ospitare la rassegna. Nel mese di novembre del 2015, il COE aveva provvisionalmente assegnato i Giochi al Comitato Olimpico Russo, anche se la decisione era da confermare e dipendeva dagli scandali doping emersi in Russia lo stesso anno. Le città disignate dal comitato organizzatore furono Kazan', che aveva già ospitato la XXVII Universiade e Soči, la città in cui si sono svolti i XXII Giochi olimpici invernali. Durante lo svolgimento dei XXXI Giochi olimpici a Rio de Janeiro, il CIO ha annunciato che, in seguito al rapporto WADA e al doping di stato che veniva effettuato in Russia, non avrebbe appoggiato alcun evento sportivo che si sarebbe tenuto nel paese. In seguito a ciò, il COE ha annunciato che la Russia non avrebbe più ospitato i giochi europei.

### Terza assegnazione
Ad ottobre 2016 il COE, dopo alcune negoziazioni, ha assegnato i II Giochi europei alla capitale della Bielorussia, Minsk.

## Giochi

### Sedi di gara
Le gare sono state ospitate in undici località diverse. Le gare di atletica e di ciclismo su strada si sono tenute nel centro della città di Minsk.
| Impianto                    | Sport                           |
| --------------------------- | ------------------------------- |
| Dinamo Stadium              | Cerimonia di apertura, atletica |
| Minsk-Arena                 | Ginnastica                      |
| Minsk-Arena Velodrome       | Badminton, ciclismo su pista    |
| Palova Arena                | Basket 3x3                      |
| Palazzo dello Sport Uruchie | Pugilato                        |
| Chizhovka-Arena             | Lotta greco-romana, sambo       |
| Zaslavl Regatta Course      | Canoa sprint                    |
| Sporting Club Tymoshenko    | Tiro a segno                    |
| Falcon Club Sport Center    | Tennis tavolo                   |
| FC Minsk Sport Complex      | Tiro con l'arco                 |

### Discipline
Il 22 dicembre 2016 la Federazione Europea di atletica leggera ha annunciato l'inclusione dell'atletica nei Giochi con un nuovo format innovativo. Il 18 aprile 2017 il vicepresidente del comitato Olimpico bielorusso Maksim Ryzhenkov ha annunciato in una diretta televisiva una lista di sport che saranno inclusi nella manifestazione. Il 19 aprile sono stati annunciati tutti gli sport che faranno parte dei Giochi europei.
Il numero di eventi in ogni disciplina è segnalata tra parentesi
- Atletica leggera (10) (dettagli)
- Badminton (5) (dettagli)
- Beach soccer (1) (dettagli)
- Canoa/kayak (16) (dettagli)
- Ciclismo (24) (dettagli)
- Lotta (18) (dettagli)
- Ginnastica (dettagli)
 Ginnastica acrobatica (6)
 Ginnastica aerobica (2)
 Ginnastica artistica (12)
 Ginnastica ritmica (8)
 Trampolino elastico (4)
- Judo (15) (dettagli)
- Karate (12) (dettagli)
- Pallacanestro 3x3 (2) (dettagli)
- Pugilato (15) (dettagli)
- Sambo (18) (dettagli)
- Tiro (19) (dettagli)
- Tennistavolo (5) (dettagli)
- Tiro con l'arco (8) (dettagli)[10]

Il 6 luglio 2017 è stato annunciato che i campionati europei di pugilato 2019 avranno luogo in corrispondenza dei Giochi europei, mentre 22 settembre 2017 è stato annunciato che i campionati europei di judo 2019 subiranno la stessa sorte.

### Calendario
| CA | Cerimonia d'apertura | ● | Competizioni | 1 | Finali | CC | Cerimonia di chiusura |

| Giugno             | Giugno            | 21 Ven | 22 Sab | 23 Dom | 24 Lun | 25 Mar | 26 Mer | 27 Gio | 28 Ven | 29 Sab | 30 Dom | Eventi |
| ------------------ | ----------------- | ------ | ------ | ------ | ------ | ------ | ------ | ------ | ------ | ------ | ------ | ------ |
| Ceremonie          | Ceremonie         | CA     |        |        |        |        |        |        |        |        | CC     |        |
| Atletica leggera   | Atletica leggera  |        |        | 9      |        | ●      | ●      |        | 1      |        |        | 10     |
| Badminton          | Badminton         |        |        |        | ●      | ●      | ●      | ●      | ●      | 2      | 3      | 5      |
| Beach soccer       | Beach soccer      |        |        |        |        | ●      | ●      | ●      | ●      | 1      |        | 1      |
| Canoa/kayak        | Canoa/kayak       |        |        |        |        | ●      | 5      | 11     |        |        |        | 16     |
| Ciclismo           |                   |        |        |        |        |        |        |        |        |        |        |        |
| Ciclismo su strada |                   | 1      | 1      |        | 2      |        |        |        |        |        | 4      |        |
| Ciclismo su pista  |                   |        |        |        |        |        | 4      | 5      | 5      | 6      | 20     |        |
| Ginnastica         |                   |        |        |        |        |        |        |        |        |        |        |        |
| Acrobatica         |                   | 4      | 2      |        |        |        |        |        |        |        | 6      |        |
| Aerobica           |                   |        |        | 1      | 1      |        |        |        |        |        | 2      |        |
| Artistica          |                   |        |        |        |        |        | ●      |        | 2      | 10     | 12     |        |
| Ritmica            |                   | 1      | 7      |        |        |        |        |        |        |        | 8      |        |
| Trampolino         |                   |        |        | 2      | 2      |        |        |        |        |        | 4      |        |
| Judo               | Judo              |        | 5      | 4      | 5      | 1      |        |        |        |        |        | 15     |
| Karate             | Karate            |        |        |        |        |        |        |        |        | 6      | 6      | 12     |
| Lotta              |                   |        |        |        |        |        |        |        |        |        |        |        |
| Libera             |                   |        |        |        | ●      | 4      | 2      |        |        |        | 6      |        |
| Femminile          |                   |        |        |        | ●      | ●      | 2      | 4      |        |        | 6      |        |
| Greco-Romana       |                   |        |        |        |        |        |        | ●      | 3      | 3      | 6      |        |
| Pallacanestro 3x3  | Pallacanestro 3x3 | ●      | ●      | ●      | 2      |        |        |        |        |        |        | 2      |
| Pugilato           | Pugilato          | ●      | ●      | ●      | ●      | ●      | ●      |        | ●      | 7      | 8      | 15     |
| Sambo              | Sambo             |        | 9      | 9      |        |        |        |        |        |        |        | 18     |
| Tennistavolo       | Tennistavolo      |        | ●      | ●      | ●      | 1      | 2      | ●      | ●      | 2      |        | 5      |
| Tiro               |                   |        |        |        |        |        |        |        |        |        |        |        |
| Tiro a segno       |                   | 2      | 2      | 3      | 1      | 3      | 1      | 1      |        |        | 13     |        |
| Tiro a volo        |                   | ●      | 2      | 1      |        | ●      | 2      | 1      |        |        | 6      |        |
| Tiro con l'arco    | Tiro con l'arco   | ●      | 2      | 2      | ●      | ●      | 2      | 2      |        |        |        | 8      |
| Totale             | Totale            | 0      | 24     | 38     | 14     | 8      | 16     | 24     | 12     | 28     | 36     | 200    |
| Giugno             | Giugno            | 21 Ven | 22 Sab | 23 Dom | 24 Lun | 25 Mar | 26 Mer | 27 Gio | 28 Ven | 29 Sab | 30 Dom | Eventi |

### Nazioni partecipanti
Circa 4000 atleti provenienti da 50 paesi europei partecipano ai II Giochi Europei.
Tra parentesi è riportato il numero di atleti che si prevede partecipino per ogni singola nazione.
- Albania (12)
- Andorra (12)
- Armenia (37)
- Austria (57)
- Azerbaigian (83)
- Belgio (51)
- Bielorussia (221)*
- Bosnia ed Erzegovina (17)
- Bulgaria (86)
- Cipro (39)
- Croazia (45)
- Danimarca (59)
- Estonia (68)
- Finlandia (35)
- Francia (281)
- Georgia (61)
- Germania (162)
- Gran Bretagna (101)
- Grecia (61)
- Irlanda (65)
- Islanda (7)
- Israele (33)
- Italia (161)
- Kosovo (12)
- Lettonia (52)
- Liechtenstein (1)
- Lituania (73)
- Lussemburgo (24)
- Macedonia del Nord (9)
- Malta (4)
- Moldavia (50)
- Principato di Monaco (5)
- Montenegro (9)
- Norvegia (39)
- Paesi Bassi (87)
- Polonia (151)
- Portogallo (99)
- Repubblica Ceca (120)
- Romania (124)
- Russia (225)
- San Marino (5)
- Serbia (66)
- Spagna (150)
- Slovacchia (74)
- Slovenia (72)
- Svezia (51)
- Svizzera (78)
- Turchia (110)
- Ucraina (197)
- Ungheria (125)

*Paese ospitante

## Medagliere
| Pos.   | Paese                | Oro | Argento | Bronzo | Totale |
| ------ | -------------------- | --- | ------- | ------ | ------ |
| 1      | Russia               | 44  | 23      | 42     | 109    |
| 2      | Bielorussia          | 24  | 16      | 29     | 69     |
| 3      | Ucraina              | 16  | 17      | 18     | 51     |
| 4      | Italia               | 13  | 15      | 13     | 41     |
| 5      | Paesi Bassi          | 9   | 13      | 7      | 29     |
| 6      | Germania             | 7   | 6       | 13     | 26     |
| 7      | Georgia              | 6   | 10      | 14     | 30     |
| 8      | Francia              | 6   | 9       | 13     | 28     |
| 9      | Gran Bretagna        | 6   | 9       | 8      | 23     |
| 10     | Azerbaigian          | 5   | 10      | 13     | 28     |
| 11     | Armenia              | 5   | 3       | 3      | 11     |
| 12     | Spagna               | 5   | 2       | 6      | 13     |
| 13     | Ungheria             | 4   | 6       | 9      | 19     |
| 14     | Belgio               | 4   | 1       | 1      | 6      |
| 14     | Slovenia             | 4   | 1       | 1      | 6      |
| 16     | Bulgaria             | 3   | 7       | 8      | 18     |
| 17     | Portogallo           | 3   | 6       | 6      | 15     |
| 18     | Svizzera             | 3   | 3       | 4      | 10     |
| 19     | Israele              | 3   | 3       | 1      | 7      |
| 20     | Grecia               | 3   | 2       | 4      | 9      |
| 21     | Danimarca            | 3   | 2       | 3      | 8      |
| 22     | Polonia              | 3   | 1       | 10     | 14     |
| 23     | Svezia               | 3   | 1       | 4      | 8      |
| 24     | Turchia              | 2   | 6       | 7      | 15     |
| 25     | Rep. Ceca            | 2   | 5       | 6      | 13     |
| 26     | Romania              | 2   | 3       | 5      | 10     |
| 27     | Lettonia             | 2   | 3       | 2      | 7      |
| 28     | Croazia              | 2   | 1       | 5      | 8      |
| 29     | Lituania             | 2   | 1       | 0      | 3      |
| 30     | Finlandia            | 2   | 0       | 1      | 3      |
| 31     | Austria              | 1   | 2       | 4      | 7      |
| 31     | Irlanda              | 1   | 2       | 4      | 7      |
| 33     | Serbia               | 1   | 2       | 3      | 6      |
| 34     | Kosovo               | 1   | 1       | 1      | 3      |
| 35     | Estonia              | 0   | 2       | 3      | 5      |
| 36     | Moldavia             | 0   | 1       | 4      | 5      |
| 37     | Slovacchia           | 0   | 1       | 3      | 4      |
| 38     | Lussemburgo          | 0   | 1       | 2      | 3      |
| 39     | Bosnia ed Erzegovina | 0   | 1       | 0      | 1      |
| 39     | Cipro                | 0   | 1       | 0      | 1      |
| 39     | Montenegro           | 0   | 1       | 0      | 1      |
| 42     | Norvegia             | 0   | 0       | 2      | 2      |
| 43     | San Marino           | 0   | 0       | 1      | 1      |
| Totale | Totale               | 200 | 200     | 283    | 683    |